# Everybody's Fine (2016)
Everybody's Fine,  é um filme chinês dramático de 2016 dirigido por Zhang Meng.  Foi lançado na China em 1 de janeiro de 2016. É uma adaptação do filme italiano (Everybody's Fine), baseado na série de mesmo nome, que também teve uma adaptação estadounidense em 2009.

## Elenco
- Zhang Guoli[1]
- Yao Chen[1]
- Shawn Dou[1]
- Ye Qianyun[1]
- Chen He[1]

## Orçamento
O filme foi orçado em três milhões de dólares.